# Gewürfelter Raubkäfer

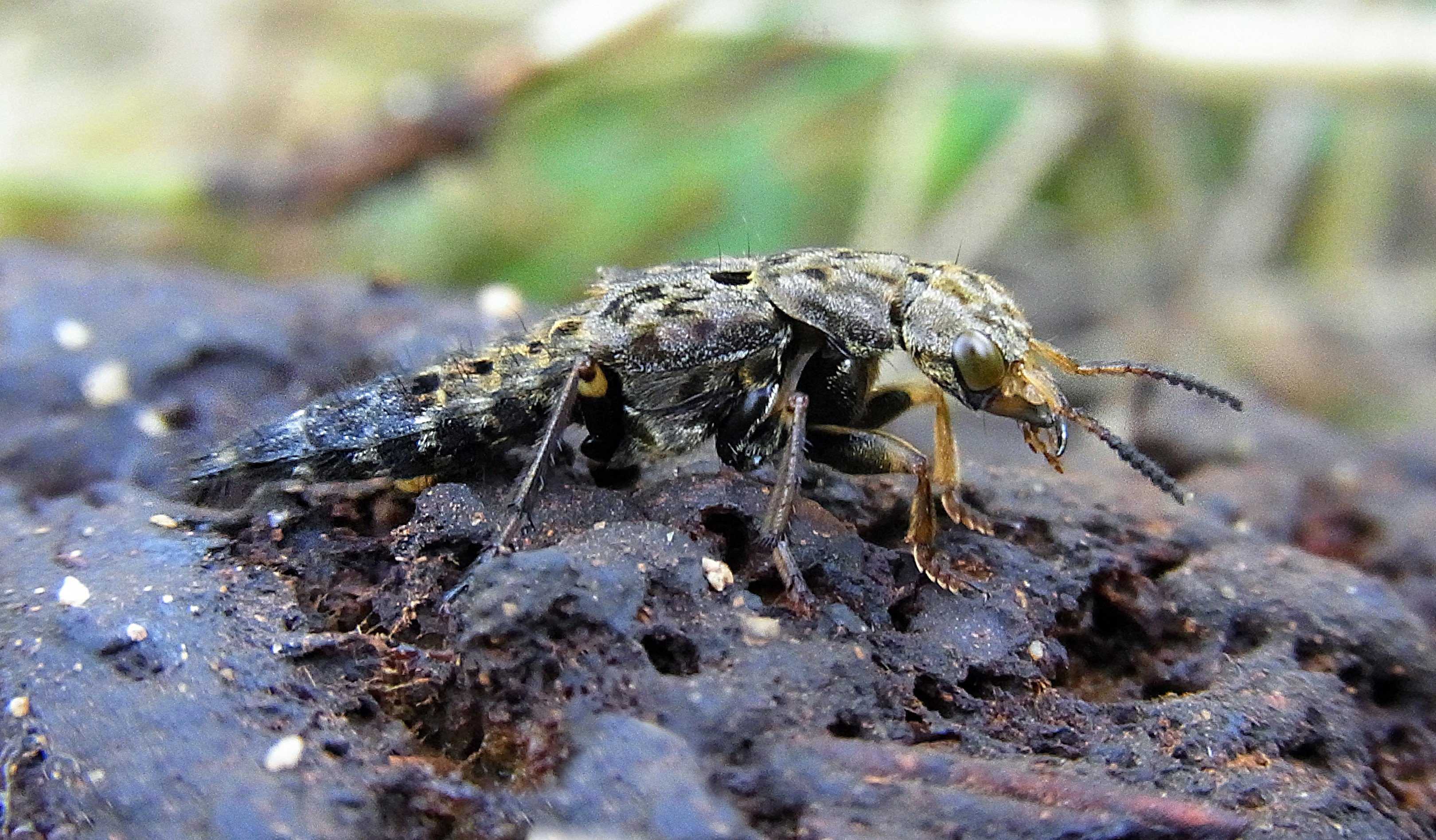
Seitenansicht

Der Gewürfelte Raubkäfer (Ontholestes tessellatus) ist ein Käfer aus der Familie der Kurzflügler (Staphylinidae).

## Merkmale
Die Käfer erreichen eine Körperlänge von 14 bis 19 Millimetern. Ihr Kopf, der Halsschild und die Deckflügel sind dunkel und in Grau- und zum Teil auch Brauntönen marmoriert und gelbgrau behaart. Der Halsschild wird anders als bei der ähnlichen Art Ontholestes murinus zur Basis hin schmaler, darüber hinaus besitzt er an den Seiten eine leicht schräge Einkerbung. Das Abdomen ist im hinteren Teil vor allem schwarz behaart. Die Beine sind teilweise gelblich gefärbt, ansonsten schwarz. Die Fühler sind an der Basis gelb bis bräunlich und werden zur Spitze hin dunkler. Sie sind etwas kräftiger und länger als bei der ähnlichen Art, deren Fühler zudem fast komplett gelb gefärbt sind. Die Facettenaugen sind groß und bei den Männchen etwa gleich lang wie die Schläfen, bei den Weibchen sind die Augen etwas länger. 

### Ähnliche Arten
- Ontholestes murinus
- Ontholestes haroldi

## Vorkommen und Lebensweise
Die Tiere kommen im nördlichen Bereich der Paläarktis einschließlich der Britischen Inseln vor und fehlen im Mittelmeerraum. Sie leben in Wäldern, auf Weiden und Feldern und auch in Gärten. Man findet sie vom Frühling bis in den Herbst an pflanzlichen und tierischen Überresten und Kadavern, bevorzugt an Kuhfladen und Kompost, aber auch an Baumsäften.

## Referenzen